# 미셸 데이비슨
미셸 데이비슨(영어: Michelle Lim Davidson, 1987년 7월 23일~)은 오스트레일리아의 여배우이다.

## 출연 작품

### 드라마
- 2025년 더 뉴스리더 시즌 3